# Tracker (Radar)
Als Tracker wird bei Radarsystemen in der Flugsicherung oder in militärischen Überwachungssystemen eine Komponente bezeichnet, die einzelne Positionsmeldungen des Radars („plots“) zu kompletten Flugspuren („tracks“) zusammensetzt und es damit ermöglicht, das Verhalten und die Bewegungsmuster der beobachteten Objekte zu erkennen.
Der Tracker ist dabei üblicherweise als Software implementiert und setzt mathematische Modelle, wie etwa das Kalman-Filter oder das Alpha-Beta-Filter, für die Zustandsschätzung ein, um eine möglichst genaue Schätzung von tatsächlicher Position, Bewegungsrichtung und Geschwindigkeit eines Flugzeuges unter Berücksichtigung von Messfehlern zu erreichen.

## Funktionsweise
In der zivilen oder militärischen Luftraumüberwachung werden typischerweise Rundsuch-Radargeräte (sog. „fan-beam“-Radare) eingesetzt, um das zugewiesene Überwachungsgebiet nach Luftfahrzeugen abzusuchen. Zum Funktionsprinzip dieser Geräte siehe Radar. Diese Radarsysteme verfügen meist über sich drehende Antennen, die das Überwachungsgebiet mit einer Frequenz von einer Umdrehung pro 10 Sekunden abtasten („scan cycle“). Trifft der Abtaststrahl auf ein Objekt, wird die Position des Objektes vom Radargerät zum Tracker geliefert. Die Positionsangabe setzt sich dabei üblicherweise zusammen aus der Winkelstellung der Antenne zum Zeitpunkt zu dem das Objekt entdeckt wurde und der Entfernung des Objektes zum Radar, welche aufgrund der Laufzeit des Radarpulses zum Objekt und zurück berechnet werden kann.
In älteren Systemen wurde diese Positionsangabe direkt auf der Plan Position Indicator Konsole dargestellt. Ein praktisches Problem, das sich dabei für die Luftraumüberwachung stellte war, dass die Positionsangaben lediglich einzelne Punkte (plots) auf der Konsole sind. Speziell bei hoher Luftfahrzeugdichte zeigten die PPI-Konsolen ganze Wolken von Einzelpunkten an, deren Lage sich alle 10 Sekunden veränderte (wobei Punkt des vorhergehenden Zyklus noch „nachleuchten“, so dass eine gewisse Historie erkennbar war).
Die eindeutige Zuordnung, welcher Punkt zu einem Luftfahrzeug gehört, welcher Punkt ein Fehlsignal darstellt und v. a. welcher Punkt zu einem Punkt des vorhergehenden Abtastzyklus gehört (und dadurch ein sich bewegendes Objekt beschreibt), wäre selbst für geübte Nutzer bei der heutigen Luftverkehrslage kaum mehr durchführbar. Gerade bei einer hohen Verkehrsdichte ist eine möglichst eindeutige Zuordnung wichtig, da nur so Flugobjekte erkannt, ihre Flugroute berechnet und mögliche Kollisionen vermieden werden können.
Ein Tracker ist ein Computersystem, das genau diesen Zweck unterstützt: Die Positionsdaten werden in jedem Abtastzyklus in den Tracker eingespeist. Dieser berechnet dann die wahrscheinlichste Zuordnung eines Positionspunktes zu Messpunkten aus vorherigen Abtastzyklen („Assoziation“) und baut so aus den Punkten der vergangenen Zyklen „Flugspuren“ (tracks) auf; diese Flugspuren beschreiben somit den bisherigen Weg eines Flugobjektes und erlauben so die Beobachtung dessen Verhaltens, d. h. seiner aktuellen Position, seiner Geschwindigkeit und seiner Flugrichtung.
Im praktischen Einsatz werden gleichzeitig weitere Informationen mit dem Flugobjekt assoziiert und auf einem Display angezeigt. So etwa Signale, die über das Sekundärradar empfangen werden und beispielsweise den (zivilen ICAO-AICD) Identifizierungscode des Flugzeuges, militärische Kennungen (NATO-IFF) oder Zusatzinformationen zur Position enthalten können. Diese Informationen können durch entsprechende Flugplanabfragen weiter fusioniert werden, so dass ein vollständiges und ständig verfügbares Lagebild entsteht.

### Grundlegende Modelle (Alpha-Beta-Filter / Kalman-Filter)
Die Trackersoftware nutzt zum Aufbau der Flugspuren mathematische Schätzmodelle, die es ermöglichen, die Zuordnung eines Plots zu einer Flugspur mit geringerer Verzögerung (Latenzzeit), unter Berücksichtigung von systemischen Ungenauigkeiten und zufälligen Messfehlern, durchzuführen. Typischerweise bauen diese Modelle auf einfachen Beobachtungen der Bewegung der Flugobjekte auf. Die Grundprinzipien werden im Folgenden kurz beschrieben:

## Einsatzgebiete
Das Tracken von Objekten ist immer dort von Bedeutung, wo der direkte kooperative Kontakt zwischen den bewegten Objekten und mit einer Leitstelle gestört sein kann, z. B. bei der Küstenüberwachung, Luftraumüberwachung und Perimeterüberwachung.

### Zivile Anwendungsgebiete
International wird in allen Ländern eine Luftraumüberwachung und, wo Küsten vorhanden sind, eine Küstenüberwachung durchgeführt. Die Aufgabenstellung im Luft- und Seeverkehr hat polizei-ähnliche Funktionen der Verkehrsregelung. Zunehmend werden bodengestützte Funktionen durch bordgestützte Funktionen ersetzt. Dann führt jedes Fahrzeug eigene Trackerfunktionen aus und erzeugt im fahrenden Fahrzeug ein Lagebild der Umgebung. Trackerfunktionen werden in modernen Systemdefinitionen der IMO und der ICAO als Rückfallsicherung für kooperative Systeme verwendet.

#### Navigation in geschlossenen Arealen
Die zielsichere Navigation ist in großen offenen Arealen von Bedeutung. Dazu gibt es Tracking-Systeme, die eine Karteninformation mit Auftragsinformationen und Bewegungsinformationen überlagern und durch Tracking die Optimierung der eigenen Bewegung sowie Kollisionsverhinderung mit anderen Objekten unterstützen.

### Militärische Anwendungsgebiete
Militärische Anwendungen gehen von einer Bedrohungsperspektive aus, die der traditionellen Paranoia von Staaten und der modernen Hybris von Interessengruppen entspringt.
In einigen Ländern ist die Luftraumüberwachung und die Küstenüberwachung der militärischen Führung unterstellt. Die Aufgabenstellung im Luft- und Seeverkehr wird dadurch nicht verändert.
- Überwachung von Flugobjekten
- Verfolgung von angreifenden Flugzielen in der Flugabwehr (Feuerleitung) (s. Tracking im eigentlichen Sinn)
- Rückverfolgung von Artilleriegeschossen zur Ermittlung des Geschützstandortes (Artillerieortung, siehe Artillerieaufklärungsradar)
- Schätzung des möglichen Einschlages von ballistischen Raketen

#### Artillerieortung
Artilleriegeschütze und Artillerieraketen (s. etwa Katjuscha (Raketenwerfer)) stellen aufgrund ihrer teilweise enormen Zerstörungskraft ein erhebliches Bedrohungspotenzial in bewaffneten Konflikten dar; dies gilt sowohl bzgl. der direkten bewaffneten Auseinandersetzung im Feld als auch in Angriffen auf die Zivilbevölkerung.
Aufgrund ihrer hohen Feuerreichweite (> 30 km) und ihrer Mobilität können massive Angriffe aus mehreren Geschützen und unterschiedlichen geographischen Positionen auf ein Ziel weitgehend ohne Vorwarnmöglichkeit erfolgen. Darüber hinaus sind die weit hinter den Linien operierenden Geschützstellungen kaum auszumachen. Speziell die Beweglichkeit der in der Regel selbstfahrenden Geschütze schränkt die Möglichkeiten einer Luftaufklärung erheblich ein.
Artillerieortungsradare detektieren anfliegende Geschosse und bestimmen durch „tracking“ ihre Flugbahn (Trajektorie) mit hinreichender Genauigkeit. Die Schätzung der Flugbahn ermöglicht eine Kurzzeitprognose des wahrscheinlichen Einschlagpunktes und eine Rückverfolgung des Geschosses zu seiner Abschussposition, d. h. die indirekte Ortung der Geschützposition. Diese Daten können dann wiederum als Zieldaten an die eigenen Kräfte weitergegeben werden.
Spezielle technische Schwierigkeiten entstehen dadurch, dass Artilleriegeschosse wesentlich kleiner als etwa Flugzeuge und deshalb schwerer zu detektieren sind. Da relativ bodennah getrackt werden muss, ist überdies ein relativ hohes Mass an Störfaktoren (Geländeüberschattung, Bodenreflexion (clutter), Störung durch Vögel, Flugobjekte, andere Radarsysteme etc. vorhanden) was spezielle Anforderungen an die Filter stellt.
Eine im Gefecht unterstellte hohe Dichte an fliegenden Objekten (Geschosse, Raketen, Drohnen etc.) im beobachteten Gefechtsfeld stellt eine besondere Komplexität für die Trackingalgorithmen hinsichtlich der Zuordnung aktueller Positionsmessungen zu Trajektorien dar. Um unter diesen Bedingungen hinreichend genaue Schätzungen der Trajektorien zu erhalten, sind insbesondere hohe Updateraten und eine spezielle Radarsteuerung notwendig, weswegen für die Artillerieortung hauptsächlich Radare mit elektronischer Strahlschwenkung (sog. Phased Array Radare) zum Einsatz kommen.
Außer dem Radar-Tracking sind auch Trackingverfahren unter Nutzung von (passiven) akustischen Sensoren oder von optischen Sensoren im Einsatz.
Moderne Systeme sind in der Lage die Messungen aus unterschiedlichen Sensoren zu kombinieren, uui „fusionieren“ (s. Multi-Sensor-Tracking). Dabei kann es sich sowohl um die Integration passiver Sensorik handeln, als auch die Integration mehrerer Messsysteme (sog. „Sensor-Posten“) im Verbund, um so einerseits robustere und weniger störanfällige Schätzungen zu erreichen und andererseits, etwa durch Analyse des Flugverhaltens und der Projektilstabilisierung Zusatzinformationen (etwa über den Munitionstyp) zu ermitteln.
Außer zur Vorwarnung und Zielortung werden Artillerieortungssysteme auch für die Beobachtung und Koordination der eigenen Artillerie, d. h. zur Feuerleitung, eingesetzt.